# Алексий (Трейдер)
Архиепи́скоп Алекси́й (англ. Archbishop Alexis, в миру Джон Тре́йдер, англ. John Trader, также известен как Алекси́й Карака́лльский, греч. Αλέξιος Καρακαλλινός; 31 января 1965, Довер, Делавэр, США) — архиерей Православной церкви в Америке, архиепископ Ситкинский и Аляскинский.

## Биография
Родился в 1956 году в городе Довер, Дэлавер, в протестантской семье. Его дед был методистским пастором.
По собственному признанию: «воспитывался в христианской семье родителями, которые ценили веру и образование. Мое детство прошло между церковью, школой и всеми обычными занятиями мальчика, выросшего в семидесятые годы. В старших классах я обнаружил некоторую склонность к наукам, но также заметил в своем сердце тягу к жизни святости, к древним мистериям и прежде всего к личности Иисуса Христа».
Поступил в колледж «Франклин и Маршалл», где специализировался на химии. Также занимался религиоведением: «Когда я заканчивал свою степень бакалавра, я оказался на перепутье между продолжением моих исследований в области химии, в которой у меня уже было две публикации, или углублением моего исследования религиозных книг. В этой битве между головой и сердцем победило сердце».
Принял православие в монастыре святителя Тихона Задонского в Саут-Кенане, позднее там же был пострижен в монашество. Преподавал патристику в монастыре.
В 1996 году уехал в Грецию и стал насельником Монастыря Каракалл на Афоне, где прожил около десяти лет, был пострижен в великую схиму и рукоположён в сан священника. Там он написал книгу «Миром Господу помолимся» («In Peace Let us Pray to the Lord») перевёл несколько греческих книг на английский язык и редактировал другие книги на греческом и английском языках перед публикацией.
В 2005 году из-за проблем со здоровьем был вынужден поселиться на подворье монастыря Каракалл — монастыре святого Димитрия в Неа-Кердилии. Там местный епископ благословил его быть духовником для общины, которая также была приходом для многих греков в этом районе. В это время он окончил свою докторскую диссертацию на греческом языке в Университете Аристотеля в Салониках, которая легла в основу его книги «Древняя христианская мудрость и когнитивная психология Аарона Бека» («Ancient Christian Wisdom and Aaron Beck’s Cognitive Therapy»). Он также занимался дальнейшими исследованиями в области клинической психологии, но его главным его трудом было пастырство, создание прихода вокруг монастыря.
По приглашению митрополита Тихона (Молларда) и с благословения настоятеля монастыря митрополита Филофея вернулся в США, и 13 мая 2019 года был принят в клир Православной Церкви в Америке и зачислен в клир монастыря святителя Тихона Задонского. Поселился в монастыря святителя Тихона Задонского и начал преподавать в монастырской семинарии.
12 ноября 2019 года решением Священного Синода ПЦА избран епископом Бетесдским, викарием митрополита всей Америки и Канады, и управляющим ставропигиальными учреждениями ПЦА.
25 января 2020 года в Никольском соборе в Вашингтоне состоялась его хиротония во епископа Бетесдского, которую совершили: митрополит всей Америки и Канады Тихон (Моллард), митрополит Атлантский Алексий (Панайотопулос) (Константинопольский Патриархат), архиепископ Питсбургский и Западной Пенсильвании Мелхиседек (Плеска), архиепископ Нью-Йоркский и Нью-Джерсийский Михаил (Дахулич), архиепископ Ситкинский и Аляскинский Давид (Махаффи), епископ Чикагский и Среднего Запада Павел (Гассиос) и епископ Санта-Роузский Даниил (Брум).
3 ноября 2020 года решением  Архиерейского Синода Православной Церкви в Америке по просьбе архиепископа Ситкинского и Аляскинского Давида в связи с тяжелым состоянием его здоровья назначил епископа Алексия администратором Аляскинской епархии.
15 марта 2022 года решением Священного Синода ПЦА назначен епископом Ситкинским и Аляскинским. 27 марта того же года митрополит Тихон (Моллард) в Соборе святого Иннокентия в Анкоридже возглавил интронизацию епископа Алексия.
19 марта 2025 года единогласным решением Священного синода ПЦА возведён в сан архиепископа.

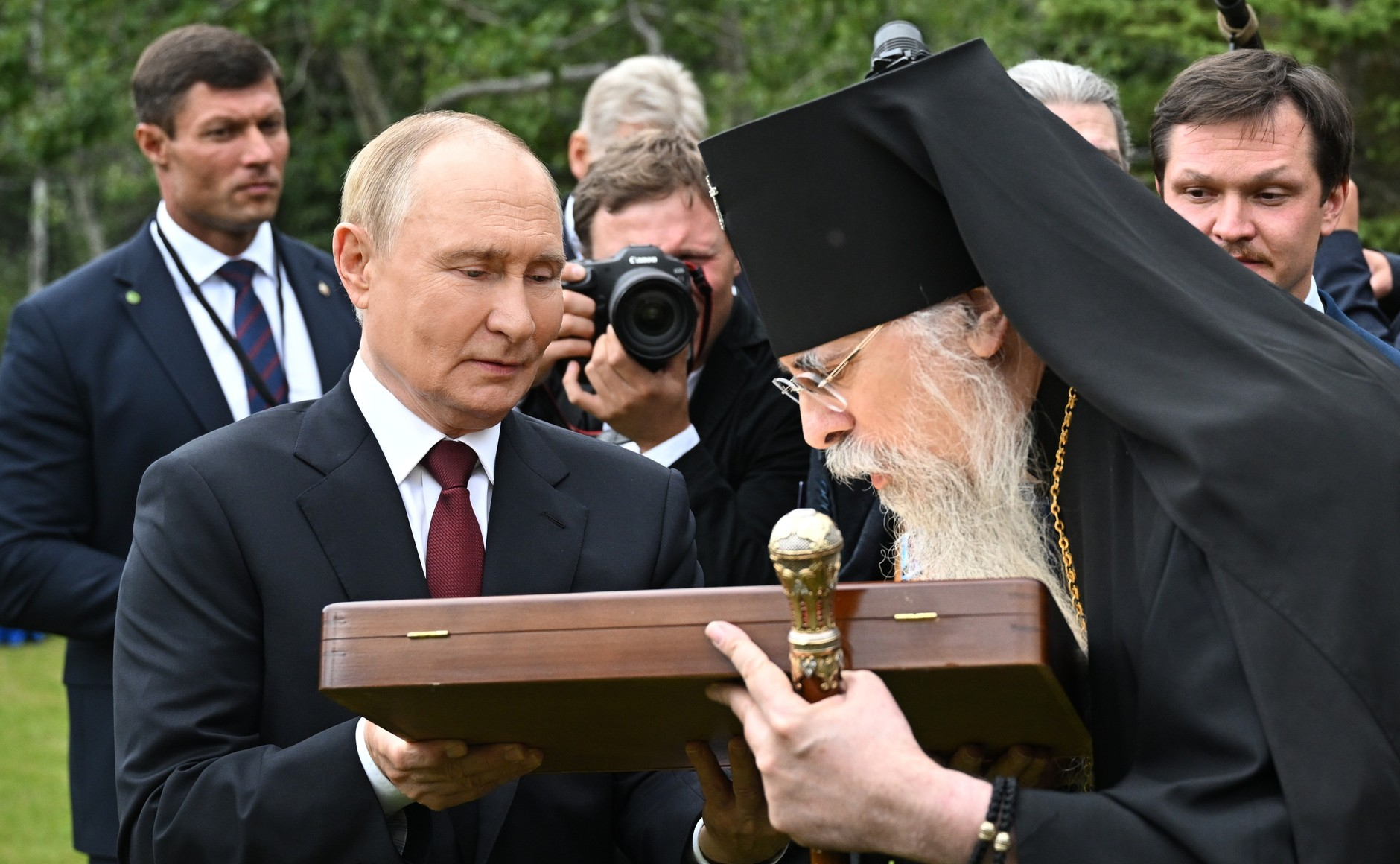
Архиеписком Алексий с президентом России Владимиром Путиным, 16 августа 2025

16 августа 2025 года побеседовал с президентом России Владимиром Путиным после окончания саммита Россия-США на Аляске. Президент России подарил епископу Алексию икону преподобного Германа Аляскинского, покровителя Америки, и икону Успения Пресвятой Богородицы. Архиепископ Алексий поблагодарил Президента России и также преподнёс ему в дар икону преподобного Германа Аляскинского, которая была написана на Афоне. В.В. Путин назвал иерарха желанным гостем, отметив, что тот всегда, когда бы он ни приехал, может чувствовать себя в России как дома.

## Публикации
- In Peace Let Us Pray to the Lord: An Orthodox Interpretation of the Gifts of the Spirit. — Regina Orthodox Press, 2002. — ISBN 9781928653066.
- Ancient Christian wisdom and Aaron Beck’s cognitive therapy: a meeting of minds / foreword by H. Tristram Engelhardt. — New York: Peter Lang, 2011. — xiv, 351 p. — (American university studies. Series VII, Theology and religion; v. 313.)
  - Ancient Christian Wisdom and Aaron Beck’s Cognitive Therapy: A Meeting of Minds (American University Studies). — 2nd edition. — eter Lang Inc., International Academic Publishers, 2012. — ISBN 1433121565.
- Θεραπεία της ψυχής, Πατέρες και ψυχολόγοι σε διάλογο (греч.). — Αρμός, 2012. — 496 с. — ISBN 978-960-527-788-8.
- Spiritual transformation & giving. — Chesterton, Indiana : Ancient Faith Publishing, 2023. — ISBN 9781955890434.